# Insenatura di Howkins
L'insenatura di Howkins è un'insenatura ricoperta di ghiaccio, lunga circa 15 km, in direzione nordest-sudovest, e larga circa 9 km alla bocca, situata sulla costa di Lassiter, nella parte orientale della Terra di Palmer, in Antartide.
All'interno dell'insenatura, che estende in particolare da capo Brooks, a nord, a punta Lamb, a sud, e le cui acque sono ricoperte dalla piattaforma glaciale Larsen D, si gettano diversi ghiacciai, il cui flusso va ad alimentare la sopraccitata piattaforma.

## Storia
L'insenatura di Howkins è stata scoperta da alcuni membri del Programma Antartico degli Stati Uniti d'America di stanza alla base Est durante una ricognizione aerea svolta nel dicembre 1940; nel 1947 essa è stata poi nuovamente fotografata nel corso della spedizione antartica condotta dal 1947 al 1948 al comando di Finn Rønne, i cui membri, assieme a quelli del British Antarctic Survey, allora chiamato Falkland Islands Dependencies Survey (FIDS), la cartografarono poi da terra. L'insenatura è stata poi così battezzata dal FIDS in onore di Gordon Howkins, un meteorologo di stanza alla base del FIDS sull'isola Deception nel periodo 1944-45.